# Aenne Burda
Aenne Burda (28 de julio de 1909 - 3 de noviembre de 2005), nacida Anna Magdalene Lemminger, fue una editora alemana del Grupo Burda, un grupo de medios de comunicación con sede en Offenburg y Múnich, Alemania. Se la considera uno de los símbolos del milagro económico alemán.

## Biografía
Aenne Burda nació en Offenburg, Imperio Alemán. Sus padres eligieron su nombre por la canción popular Änchen von Tharau. Ella era hija de un fogonero en locomotoras de vapor en los ferrocarriles. Dejó su escuela secundaria a la edad de 17 años y se convirtió en cajera en la compañía de electricidad Offenburg. En 1930 se hizo amiga del impresor y editor Franz Burda II, hijo de Franz Burda I, fundador del Grupo Burda. Se casó con él un año después, el 9 de julio de 1931. La pareja tuvo tres hijos, Franz (1932), Frieder (1936) y Hubert (1940). Fue suegra de la actriz Maria Furtwängler.
Estaba fuertemente comprometida con las obras de caridad. Las dos fundaciones que ella estableció apoyan a jóvenes estudiantes y personas mayores en su ciudad natal de Offenburg, respectivamente.
Aenne Burda murió en su ciudad natal Offenburg, Alemania, a la edad de 96 años, por causas naturales.

## Edición de la revista

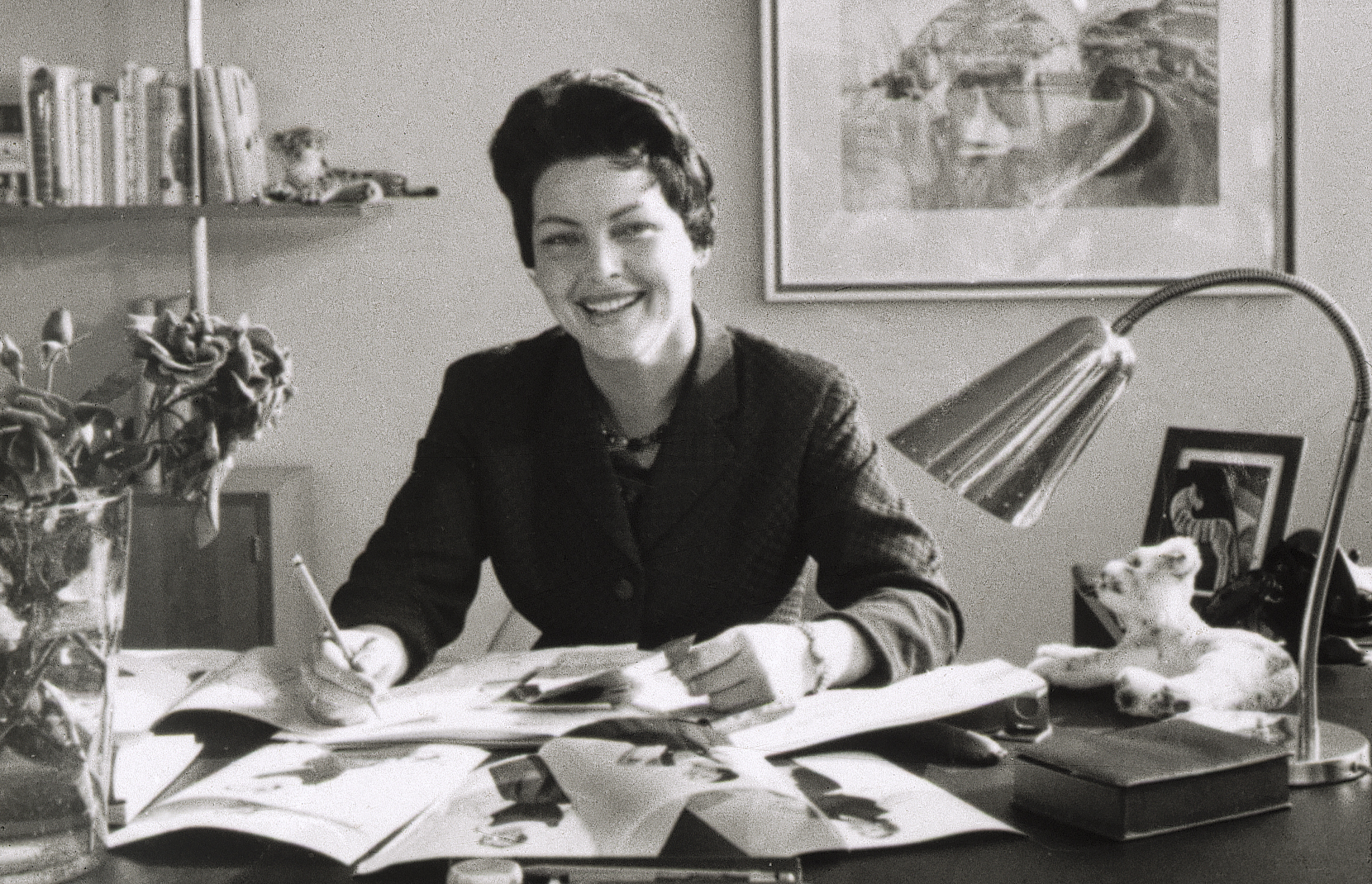
Aenne Burda

Aenne y su esposo ayudaron a expandir el negocio familiar en revistas femeninas. En 1949 Aenne Burda fundó una empresa de impresión y publicación de revistas de moda en su ciudad natal Offenburg. El mismo año comenzó a publicar la revista Favorit, que más tarde fue renombrada Burda Moden. El primer número de la revista Burda Moden fue publicado en 1950 con una circulación de 100.000 ejemplares (en enero). Ganó una gran popularidad en el mercado, especialmente desde 1952, cuando comenzaron a incluir hojas de papel con patrones para ropa. En 1987, Burda Moden se convirtió en la primera revista occidental publicada en la Unión Soviética. Burda Fashion se publica actualmente en 90 países en 16 idiomas diferentes.
En 1977 lanzó la revista Burda CARINA, una revista de moda y estilo de vida dirigida a una audiencia femenina más joven. 

## Citas famosas
- "Mi objetivo es crear moda práctica a un precio asequible que pueda ser usado por el mayor número posible de mujeres".[6]
- "He aprendido a envejecer manteniendo el corazón joven, conservando así el disfrute de la vida, mi alegría de vivir".[7]

## Premios
- 1974 Gran Cruz de Mérito de la República Federal de Alemania
- 1979 Anillo de honor de Offenburg por su papel en el desarrollo económico de la ciudad
- 1984 Orden del Mérito de Baviera
- 1985 Orden del Mérito de Baden-Württemberg
- 1989 Medalla Jakob Fugger por la Asociación de Editores de Baviera (la primera vez que fue otorgado a una mujer)
- 1989 Aenne Burda es nombrada ciudadano honorario de su ciudad natal Offenburg
- 1990 Orden del Mérito Karl Valentin
- 1994 Orden del Mérito dorada de la provincia de Salzburgo, Austria
- 2001 Se le otorga la más alta Orden de Mérito de la República Federal Alemana con una estrella por sus excepcionales logros como mujer de negocios